# Katja Wirth
Katja Wirth (* 2. April 1980 in Bezau) ist eine ehemalige österreichische Skirennläuferin. Sie war Mitglied des A-Kaders des Österreichischen Skiverbandes (ÖSV).

## Biografie
Katja Wirth ist die Schwester des ehemaligen Skirennläufers Patrick Wirth, durch ihn kam sie auch zum alpinen Skirennsport. Nachdem sie schon in jungen Jahren an vielen Kinderrennen erfolgreich teilgenommen hatte, entschloss sie sich nach dem Volksschulabschluss auf das Skigymnasium in Stams (Tirol) zu gehen. Durch die dortige Förderung nahm Wirth dann auch früh an FIS-Rennen teil, auch hier zeigte sich ihr großes Talent. 1997 gewann sie bei den Europäischen Olympischen Winter-Jugendtagen in Sundsvall die Silbermedaille im Riesenslalom, erlitt kurz darauf jedoch einen Kreuzbandriss, konnte aber später in den ÖSV-Kader zurückkehren. Vom Jahr 2000 bis 2004, war sie Teil des Heeressportzentrums des Österreichischen Bundesheers.
Bei ihrer einzigen WM-Teilnahme, 2005 in Santa Caterina, kam Wirth in der Abfahrt nicht ins Ziel. Nachdem sie in der Saison 2005/06 zum ersten Mal alle Rennen für den A-Kader des ÖSV im Weltcup bestritt, qualifizierte sie sich für zwei Fixstartplätze im Abfahrts- und Super-G-Weltcup. Ihr bestes Weltcupergebnis erzielte sie am 1. März 2003 in Innsbruck, als sie beim Abfahrtslauf den zweiten Platz belegte. Außerdem gewann sie einmal die Europacupwertung in der Abfahrt (2003) und zweimal jene im Super-G (2002, 2006). Am 11. Dezember 2007 gab sie ihren Rücktritt bekannt.

## Erfolge

### Weltcup
- 8 Platzierungen unter den besten zehn, davon 1 Podestplatz

### Weltcupwertungen
| Saison  | Gesamt | Gesamt | Abfahrt | Abfahrt | Super-G | Super-G | Kombination | Kombination |
| Saison  | Platz  | Punkte | Platz   | Punkte  | Platz   | Punkte  | Platz       | Punkte      |
| ------- | ------ | ------ | ------- | ------- | ------- | ------- | ----------- | ----------- |
| 2001/02 | 117.   | 3      | 48.     | 3       | –       | –       | –           | –           |
| 2002/03 | 50.    | 147    | 20.     | 81      | 26.     | 52      | 17.         | 14          |
| 2003/04 | 39.    | 200    | 31.     | 43      | 14.     | 157     | –           | –           |
| 2004/05 | 31.    | 227    | 18.     | 108     | 17.     | 119     | –           | –           |
| 2005/06 | 52.    | 104    | 41.     | 31      | 26.     | 73      | –           | –           |
| 2006/07 | 83.    | 56     | 36.     | 25      | 36.     | 31      | –           | –           |

### Europacup
- Saison 1999/2000: 8. Gesamtwertung, 5. Riesenslalomwertung, 10. Slalomwertung
- Saison 2000/01: 3. Abfahrtswertung
- Saison 2001/02: 3. Gesamtwertung, 1. Super-G-Wertung, 3. Abfahrtswertung
- Saison 2002/03: 4. Gesamtwertung, 1. Abfahrtswertung, 9. Super-G-Wertung
- Saison 2005/06: 9. Gesamtwertung, 1. Super-G-Wertung
- 17 Platzierungen unter den besten zehn, davon 10 Siege:

| Datum             | Ort              | Land       | Disziplin    |
| ----------------- | ---------------- | ---------- | ------------ |
| 7. Dezember 1999  | Haute-Nendaz     | Schweiz    | Riesenslalom |
| 31. Jänner 2001   | Pra-Loup         | Frankreich | Abfahrt      |
| 8. Februar 2002   | Tarvisio         | Italien    | Super-G      |
| 7. Jänner 2003    | Tignes           | Frankreich | Abfahrt      |
| 8. Jänner 2003    | Tignes           | Frankreich | Abfahrt      |
| 28. Jänner 2003   | Megève           | Frankreich | Abfahrt      |
| 13. Februar 2003  | Maribor          | Slowenien  | Super-G      |
| 20. Dezember 2005 | Außervillgraten  | Österreich | Super-G      |
| 21. Dezember 2005 | Ausservillgraten | Österreich | Super-G      |
| 3. Februar 2006   | Caspoggio        | Italien    | Super-G      |

### Juniorenweltmeisterschaften
- Haute-Savoie 1998: 5. Super-G, 16. Abfahrt, 26. Slalom, 46. Riesenslalom
- Pra-Loup 1999: 9. Riesenslalom, 10. Abfahrt
- Québec 2000: 5. Abfahrt, 10. Slalom, 13. Riesenslalom

### Weitere Erfolge
- 5 Siege in FIS-Rennen